# Todi de Cuba
El todi de Cuba (Todus multicolor) és una espècie d'ocell de la família dels tòdids (Todidae) que habita els boscos de Cuba i la propera Illa de la Juventud.